# Chuyến bay 58 của All Nippon Airways
Chuyến bay 58 của All Nippon Airways (ANA) là chuyến bay nội địa Nhật Bản từ Sân bay Chitose đến Sân bay Haneda, do All Nippon Airways (ANA) khai thác. Vào ngày 30 tháng 7 năm 1971, lúc 02:04 theo giờ địa phương, một chiếc F-86F Sabre của Lực lượng Phòng vệ Trên không Nhật Bản đã va chạm với chiếc Boeing 727 khai thác chuyến bay 58, khiến cả hai máy bay đều rơi ngay sau đó. Tất cả 162 người trên chiếc Boeing 727 đều thiệt mạng, trong khi phi công Sabre, một thực tập sinh của JASDF, đã tự nhảy dù ra khỏi máy bay và tiếp đất an toàn. Vụ tai nạn đã khiến người đứng đầu Bộ Quốc phòng Nhật Bản lẫn Chánh Văn phòng của JASDF phải từ chức.

## Máy bay
Chiếc máy bay của ANA là chiếc Boeing 727-281 với số đăng ký JA8329, chỉ mới 4 tháng tuổi trước khi tai nạn xảy ra. Chiếc máy bay của JASDF, thuộc Phi đội 1 tại căn cứ không quân Matsushima, là một chiếc Mitsubishi F-86F Sabre, một phiên bản do Nhật Bản sản xuất từ dòng máy bay chiến đấu nổi tiếng của North American Aviation, số đăng ký 92-7932. Vào thời điểm xảy ra tai nạn, F-86F là một trong những máy bay chính trong đội bay của JASDF.

## Hành khách và phi hành đoàn
Phần lớn hành khách trên máy bay đều đến từ Fuji ở tỉnh Shizuoka và đang trở về sau chuyến đi du lịch đến Hokkaido. Trong số các hành khách, 125 người thuộc một nhóm du lịch gồm các thành viên của hiệp hội dành cho người thân của các quân nhân Nhật Bản thiệt mạng trong Thế chiến thứ hai. Cơ trưởng chuyến bay 58, Saburo Kawanishi, 41 tuổi, có hơn 8.000 giờ kinh nghiệm bay, trong đó có 242 giờ trên Boeing 727. Anh  đã thực hiện một cuộc gọi khẩn cấp ngắn  tại thời điểm xảy ra va chạm và lúc máy bay rơi. Cơ phó là Tsuji Kazuhiko, 27 tuổi, người đã có hơn 2.200 giờ kinh nghiệm bay, trong đó có 624 giờ trên Boeing 727. Kỹ sư máy bay là Donald M. Carpenter, 30 tuổi, người Mỹ, đã có gần 2.500 giờ bay với 206 giờ bay trong số đó trên Boeing 727.

## Tai nạn
Chuyến bay 58 của ANA cất cánh từ sân bay Chitose gần Sapporo, với 155 hành khách và 7 thành viên phi hành đoàn trên chuyến bay nội địa đến sân bay quốc tế Haneda ở Tokyo. Sau khi cất cánh, máy bay đạt độ cao hành trình khoảng 28.000 feet (8.500 m). Trong khi đó, Trung sĩ kỹ thuật của JASDF Yoshimi Ichikawa, phi công tập sự 22 tuổi và Đại úy Tamotsu Kuma, hướng dẫn viên 31 tuổi của anh, đang thực hành cơ động chiến đấu trên không trên hai chiếc Sabre của họ gần Morioka, phía bắc Honshu. Phi công tập sự, không biết về sự hiện diện của máy bay ANA, đã được hướng dẫn viên yêu cầu tránh xa chiếc Boeing 727 khi chiếc Sabre đến gần và anh đã nghiêng chiếc chiến đấu cơ sang trái để tránh, nhưng đã quá muộn và một lúc sau, mép trước của cánh phải chiếc Sabre va vào cánh đuôi bên trái của chiếc Boeing ở độ cao 26.000 feet (7.900 m). Phần cánh đuôi bị hư hỏng khiến chiếc máy bay chở khách mất kiểm soát, rơi xuống và nứt vỡ giữa không trung, đống đổ nát đã rơi gần thị trấn Shizukuishi ở tỉnh Iwate.
Toàn bộ 162 hành khách và phi hành đoàn trên chuyến bay 58 đều đã thiệt mạng. Chiếc Sabre bị mất cánh phải, xoay vòng khiến phi công thực tập không thể nhảy ra khỏi máy bay nên anh đã tháo dây an toàn và tự mình thoát khỏi máy bay. Anh đã bung dù và hạ cánh an toàn. Chiếc Sabre lao xuống ruộng lúa gần đó.